# Komis urskove
Komis urskove er et 32.800 km² stort område med urskov i Uralbjergenes nordlige del i Republikken Komi i Den Russiske Føderation.
Urskoven er en del af Uralbjergenes taiga og domineres af de tre træarter Sibirisk Gran (Picea obovata), Sibirisk Ædelgran (Abies sibirica) og Sibirisk lærk (Larix sibirica). Der er mere end 40 arter af pattedyr, herunder brun bjørn, ren, zobel, mink og hare. I urskoven findes 204 arter af fugle, blandt disse er havørn og fiskeørn (opført på den russiske rødliste), 16 arter af fisk, hvoraf de mest spektakulære er istidsrelikter som fjeldrødding (Salvelinus alpinus) og arktisk stalling (Thymallus Arcticus).
Området falder sammen med Petjoro-Ilytjskij naturreservat og Jugyd va nationalpark. Urskoven blev optaget på UNESCOs verdensarvsliste i 1995 i henhold til kriterierne (vii) og (ix), og var dermed det første naturområde i Rusland, der kom på verdensarvslisten. Anerkendelsen tilførte yderligere midler til skoven fra udlandet og reddede den fra umiddelbar fældning af et fransk selskab (HUET Holding).

## Trusler
I øjeblikket bliver der gravet guld i Jugyd va nationalpark, i strid med både internationale og russiske love. Udviklingen af guldminerne er fortsat til trods for beslutningen fra "Udvalget for Miljø". Efterfølgende blev selskaberne, der var involveret i den ulovlige aktivitet, forpligtet til at suspendere efterforskningsarbejdet i nationalparken.
Højesteret i Republikken Komi slog fast, at præsidenten for republikken, Vjatjeslav Gajzer, flytning af nationalparkens grænser er ulovligt. Ifølge præsidentens beslutning, blev guldmineområdet udtaget af nationalparken og verdensarvområdet. På trods af højesterets afgørelse gøres stadig forsøg på at flytte grænsen.